# Abbazia delle Tre Fontane (Francia)
L'abbazia cistercenee delle Tre Fontane (in lingua francese abbaye de Trois-Fontaines), nel comune di Trois-Fontaines-l'Abbaye, fu fondata nel 1118 presso la diocesi di Châlons-en-Champagne; fu la prima abbazia-figlia dell'abbazia di Chiaravalle sotto l'abbaziato di san Bernardo.

## Storia
Guglielmo di Champeaux, vescovo di Châlons, vecchio Maestro della scuola della cattedrale di Notre-Dame di Parigi, ottenne da Ugo di Vitry un terreno nella foresta di Luiz per fondarvi un'abbazia dell'Ordine cistercense. Altri proprietari fecero allora altri doni di loro terre. Il 10 ottobre 1118, l'abate Roger e alcuni monaci giunsero sul luogo, provenienti da Chiaravalle e inviati da san Bernardo. Essi si stabilirono in una radura per fondarvi la prima abbazia figlia di quella di Chiaravalle.
Le numerose donazioni permisero ai monaci di erigere numerose grange monastiche intorno all'abbazia, che diverranno poi i comuni di: Villiers-en-Lieu, Vitry-en-Perthois, Wassy, Vic-sur-Seille, Saint-Dizier, Gueux presso Reims.
I monaci avevano ricevuto nel 1171 dal conte Enrico I di Champagne le miniere di Wassy, con la possibilità di raccogliere il legno necessario al loro sfruttamento. Essi sfruttarono le saline di Vic-sur-Seille nel 1197.
Dopo l'acquisizione del mulino di Frignicourt, nel 1237, i cistercensi delle Tre Fontane si trovarono proprietari di un'impresa allo stesso tempo agricola e industriale, e di miniere.
Essi ripresero la vita monastica e fondarono le abbazie cistercensi: 
- nel 1128 : l'abbazia di Lachalade,
- nel 1132 : l'abbazia di Notre-Dame d'Orval,
- nel 1136 : l'abbazia di Hautefontaine, presso Saint-Dizier,
- nel 1138 : l'abbazia di Cheminon, affiliata a Cîteaux,
- nel 1144 : l'abbazia di Monthiers-en-Argonne,
- nel 1153 : l'abbazia di Chatillon,
- nel 1183 : l'abbazia di Szneltgotthárd
- nel 1234 : l'abbazia di Pétervárad, egualmente in Ungheria,
- nel 1234 : l'Abbazia di Bélakút, all'epoca in Ungheria, oggi in Serbia, ma distrutta nel 1688.

Un monaco delle Tre Fontane, Alberico, redasse le cronache del mondo fino al 1241.
I religiosi costruivano le loro prime chiese in legno, ma le donazioni permisero loro di edificare ben presto una nuova chiesa in pietra. 
Sono state trovate tracce della chiesa iniziale nel corso degli scavi del 1963, che mostrano che era stata costruita seguendo la pianta "bernardina", che era stata adottata nell'abbazia di Chiaravalle. Le volte trasversali delle navate laterali sono simili a quelle della chiesa abbaziale di Fontenay, tra il 1145 e il 1160. Essa doveva essere contemporanea di questa chiesa e deve essere stata realizzata poco dopo Chiaravalle, tra il 1135 e il 1145. Degli altri fabbricati non è rimasta traccia.

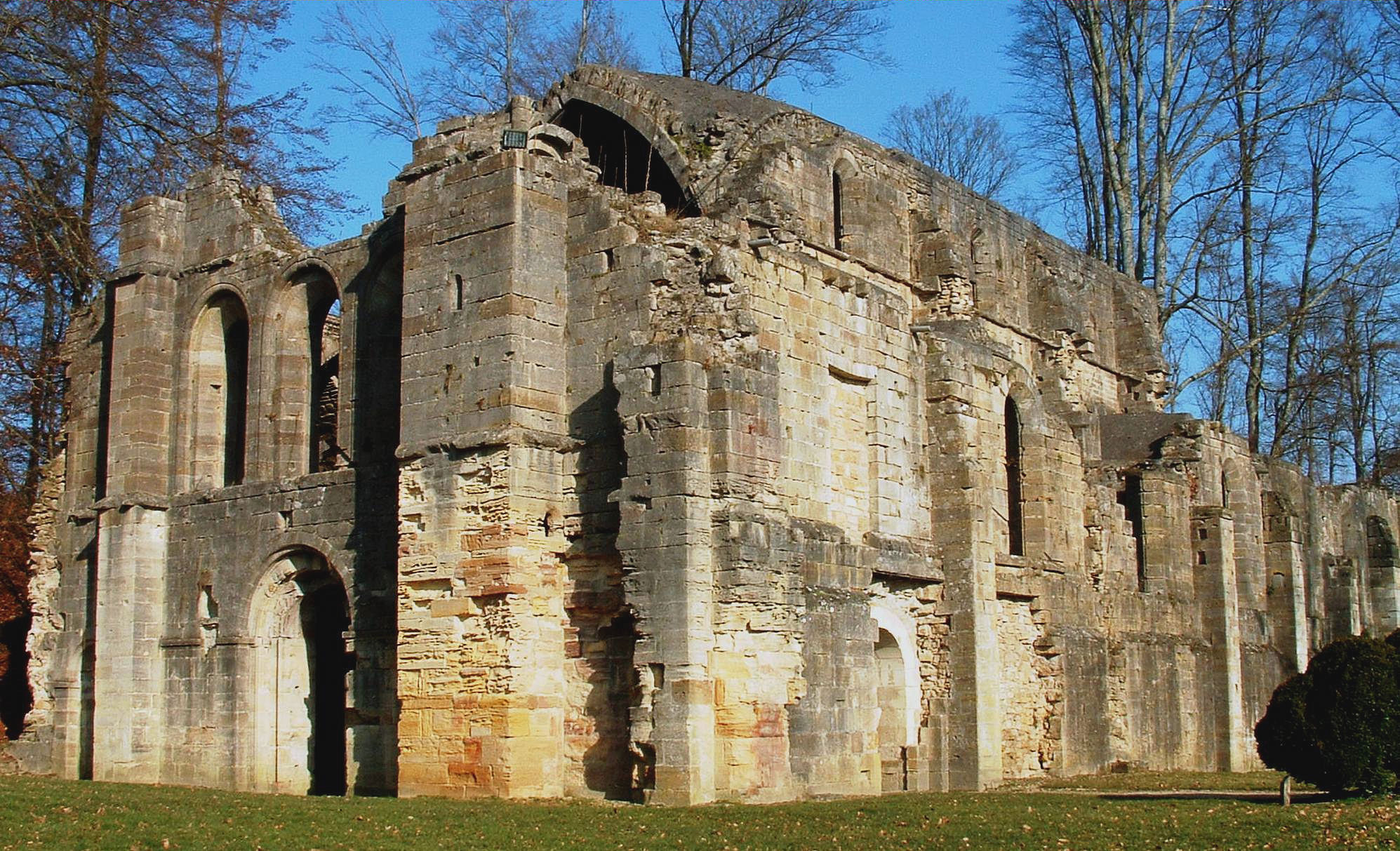
Vestigia della chiesa abbaziale
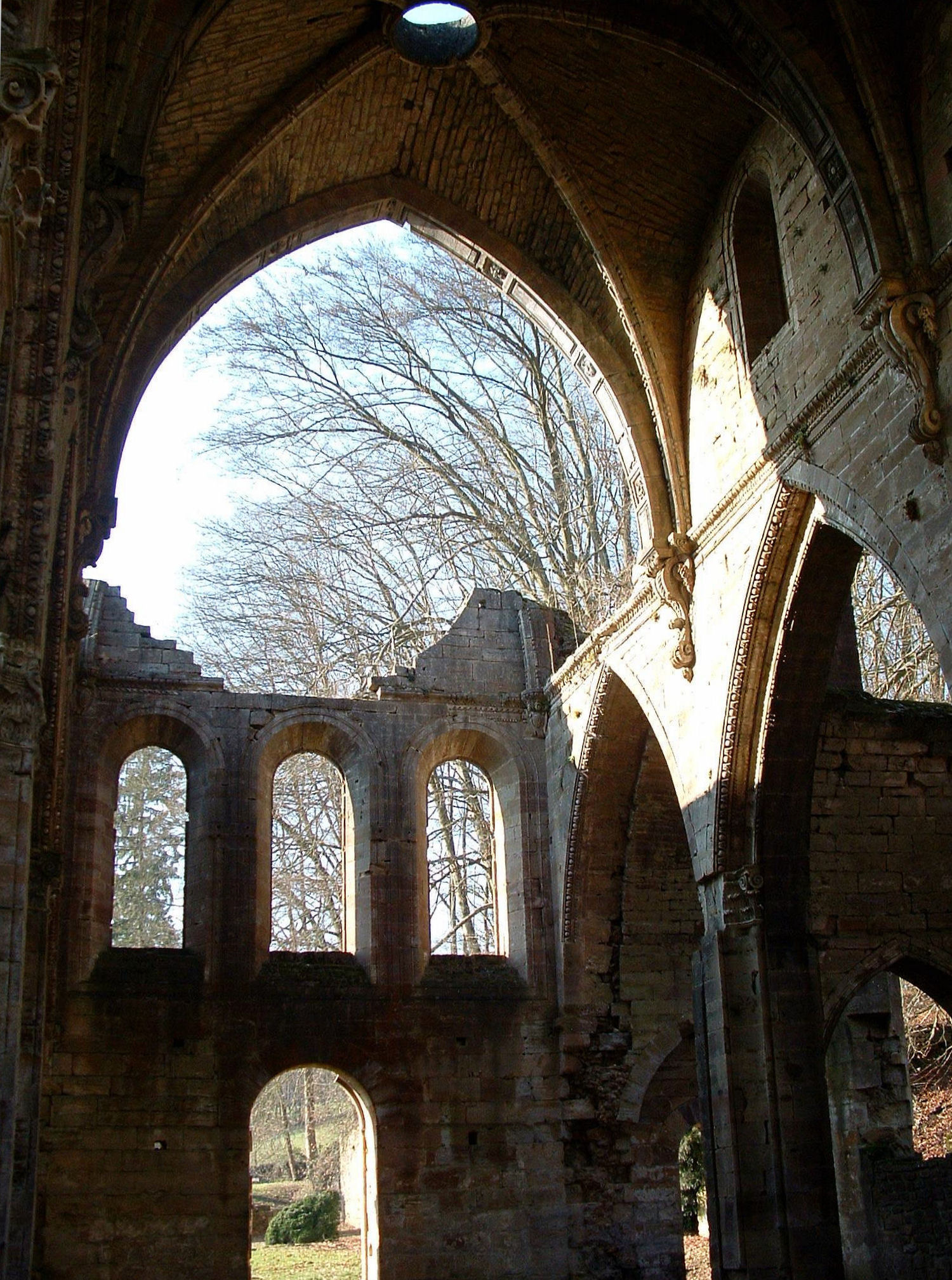
La navata della chiesa
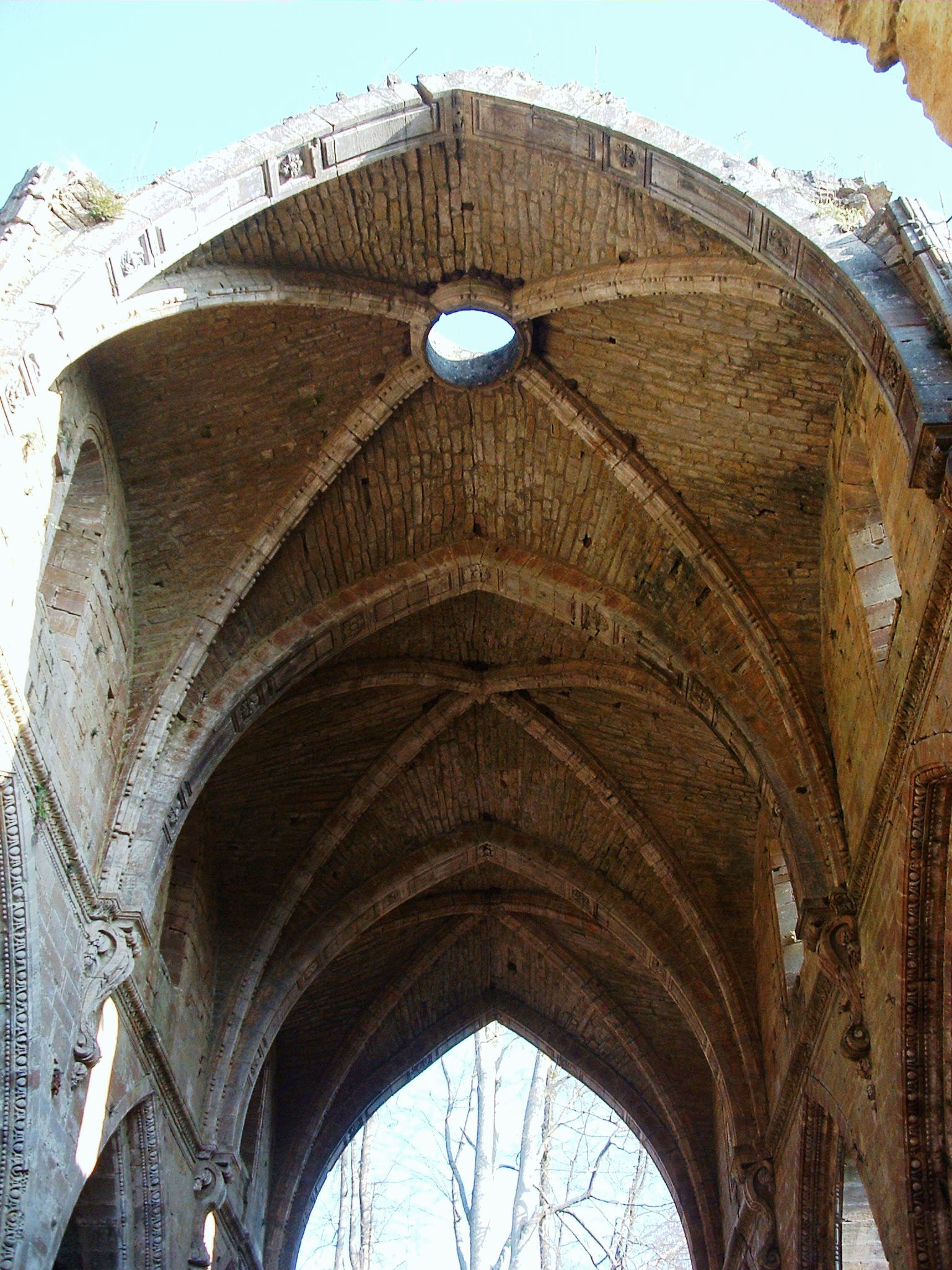
La volta
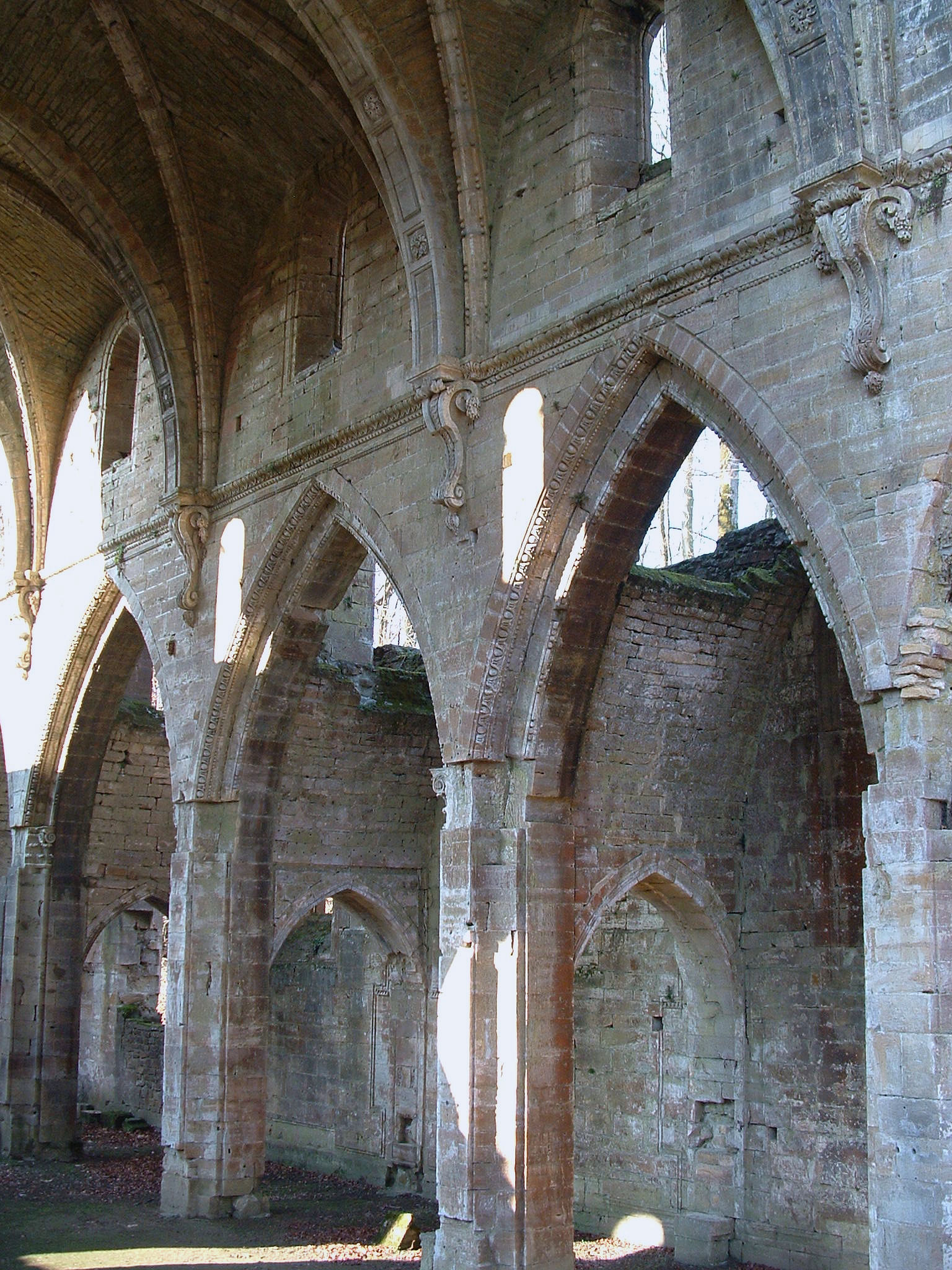
Elevazione della navata centrale e volte trasversali di quella laterale

L'abbazia, sperduta nella foresta, lontana dai grandi assi stradali, poté passare i secoli senza subire tante distruzioni. Le commende non le causarono danni. Il primo abate commendatario fu, nel 1536, Luigi di Lorena-Guisa.
Una parte degli edifici andò distrutta da un incendio nel 1703. Il chiostro e il dormitorio furono ricostruiti a partire dal 1716 a seguito di un accordo tra i monaci e l'abate commendatario, Henri Thiard de Bissy. La ricostruzione terminò con il portale d'ingresso nel 1741: abate commendatario di allora era il cardinale di Tencin (1739 – 1753).
Gli edifici della corte bassa e le scuderie furono distrutti nel 1711 dagli ussari e furono ricostruiti tra il 1717 e il 1741.

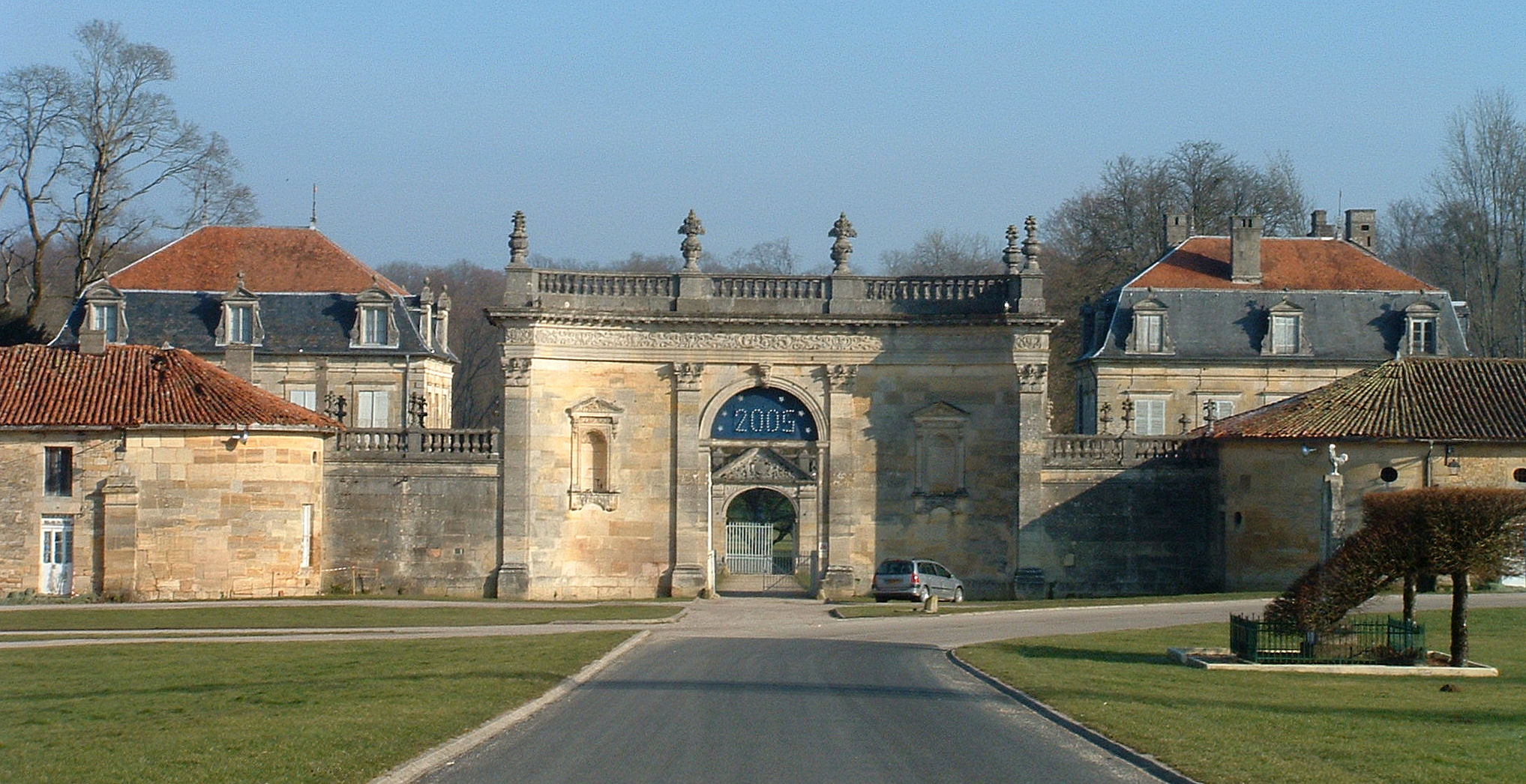
Ingresso all'abbazia
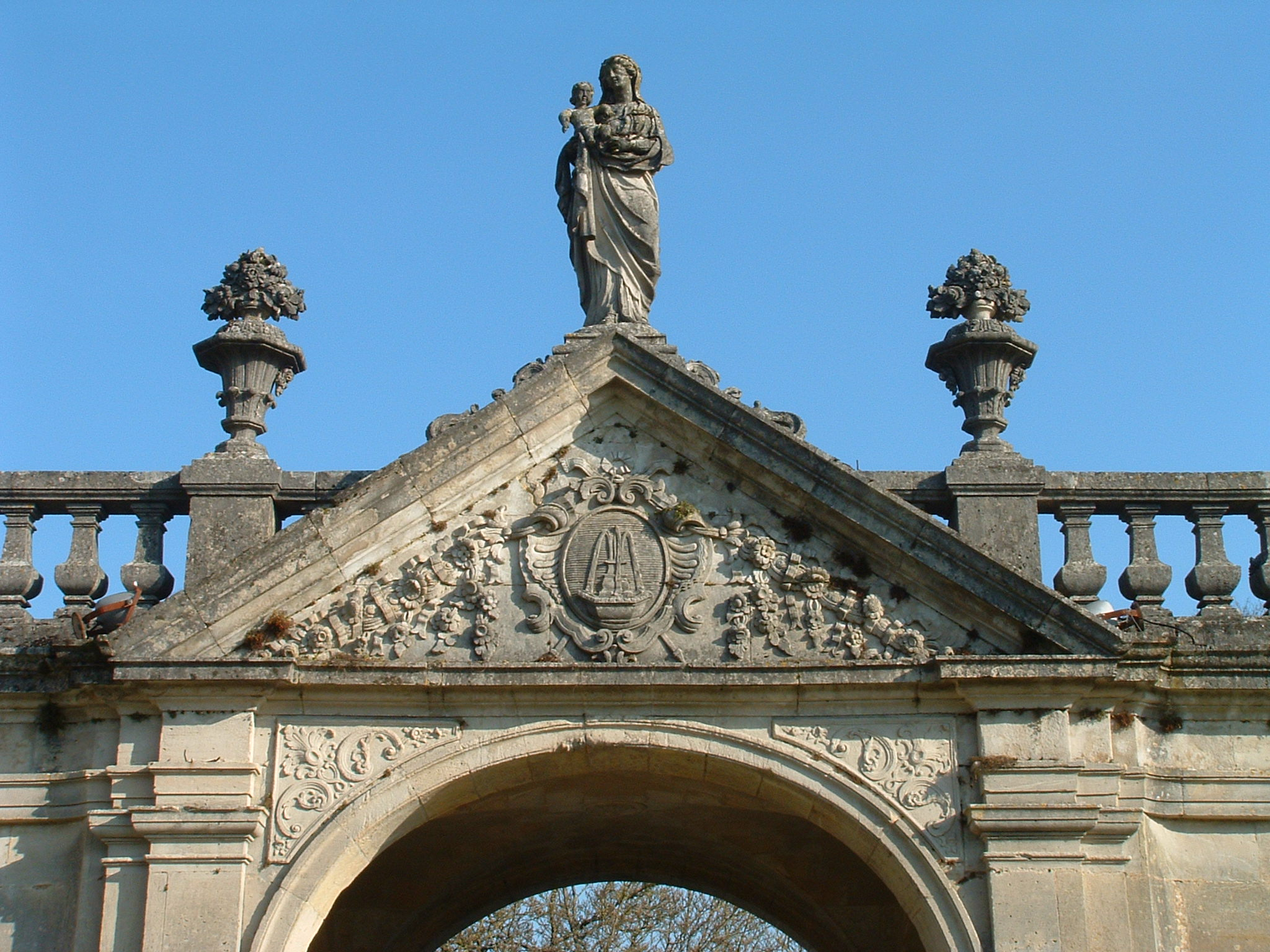
Frontone dell'ingresso
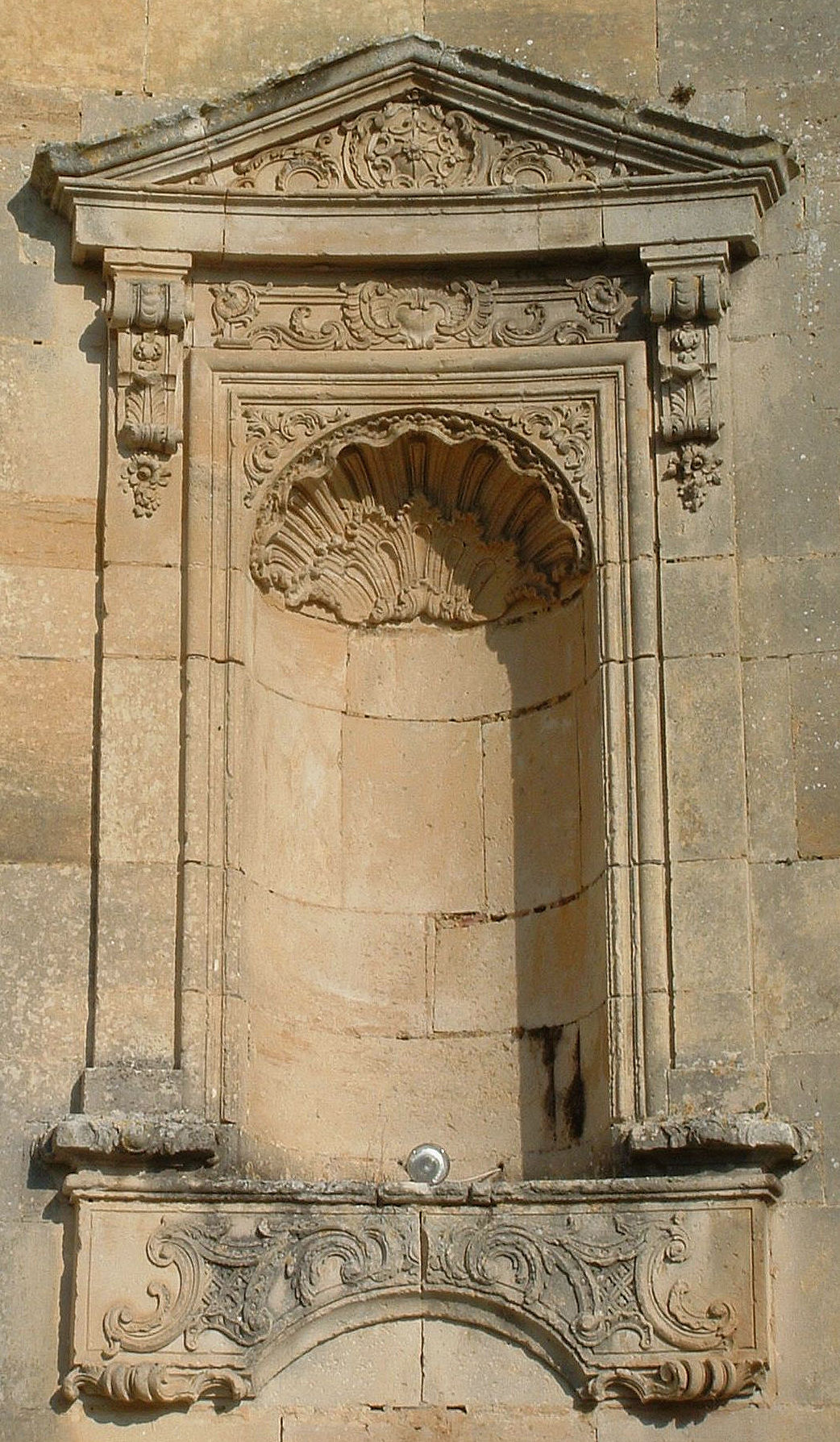
Decorazione dell'edificio
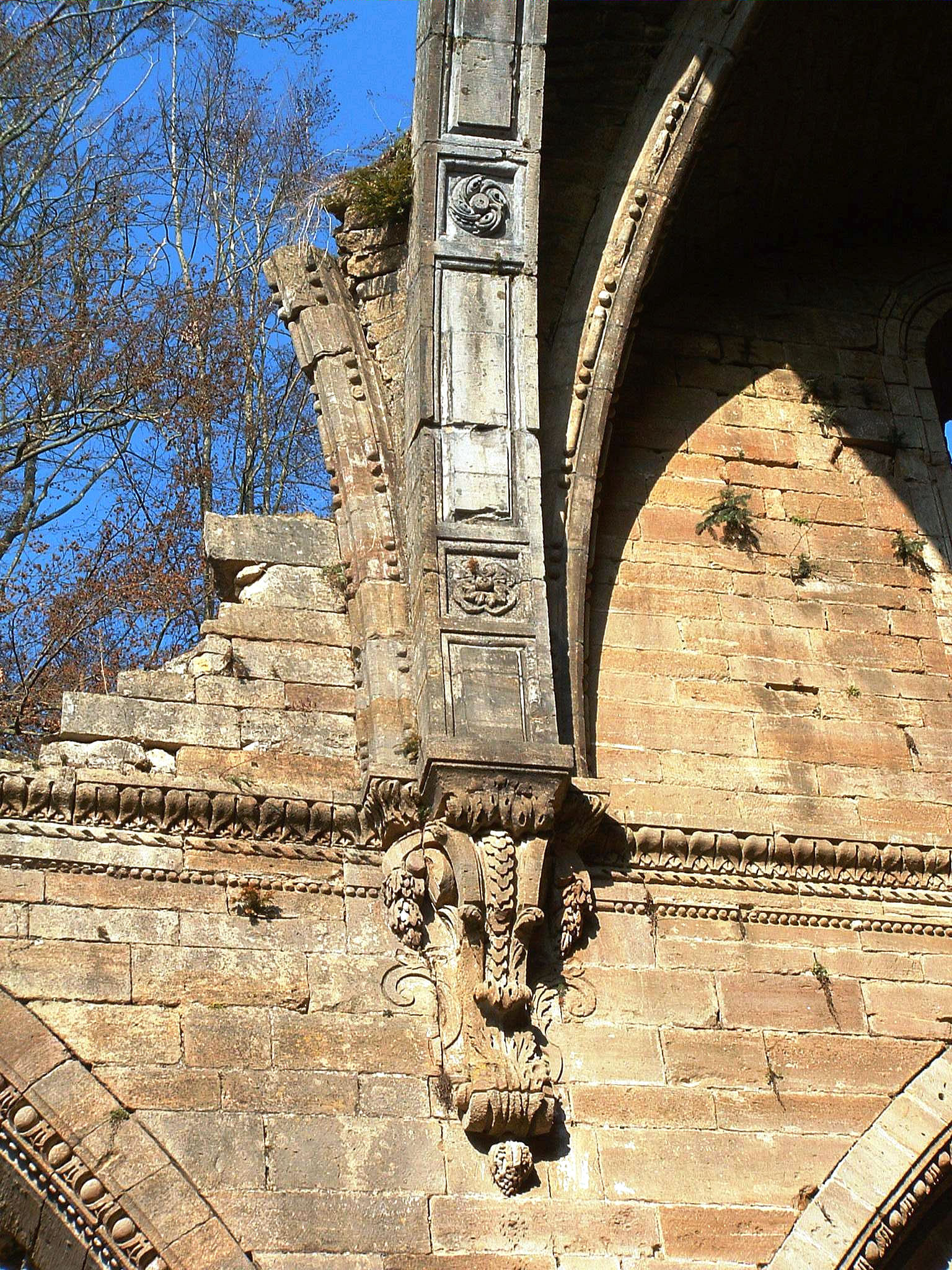
Ripresa della decorazione della chiesa tra il 1786 e il 1789

Dal 1777, la chiesa divenne anche parrocchia. Nel 1785, si decise di trasformarla sopprimendo il transetto e il coro su richiesta dei monaci e del cardinale di Bernis, ultimo abate commendatario. Per "chiudere" la chiesa si chiese all'architetto Pierret, di Wassy, di costruire una nuova abside semicircolare. La decorazione interna fu ripresa da scultori sotto la direzione dell'architetto Joyeux tra il 1786 e il 1789.
Nel 1791 vi erano rimasti ancora tre monaci, ma l'abbazia fu venduta ugualmente come bene nazionale nel 1794. Poiché il suo acquirente non poteva pagarne il prezzo stabilito, la dovette cedere a M. Bourdon de Saint-Dizier, che la smantellò rivendendone i materiali da costruzione. Un'incisione inglese, risalente a circa il 1805, ne mostra gli edifici spogliati della loro mobilia. Nel 1825 della chiesa non restavano che tre campate con volte, sulle otto iniziali. Poi una famiglia di Saint-Dizier la acquistò fermandone la spoliazione, ma la lasciò nell'abbandono. Nel 1840 fu realizzata una casa di abitazione negli antichi edifici.

## Gli edifici monastici
Una prima costruzione in pietra fu iniziata fin dal XII secolo; le vestigia della chiesa abbaziale, di stile romanico e sono visibili ancor oggi.
La chiesa originale riprende la pianta cistercense di Chiaravalle II, a croce latina: 
- lunghezza: circa 70 m
- lunghezza del transetto : circa 40 m
- larghezza del transetto: 12 m

con un'abside rettangolare di 6,50 m per 6
La navata è a otto campate. Ciascun braccio del transetto ha tre cappelle rettangolari dal lato orientale. Il braccio nord del transetto è un po' più corto di quello sud. Le crociere d'ogiva conservarono la forma originale ma quella delle nervature fu modificata nel XVIII secolo. Le navate laterali riprendono le volte trasversali che paiono essere comparse nell'abbazia di Fontenay. Esse sono molto aguzze.
L'abbazia fu in seguito ricostruita nel XVIII secolo in uno stile classico con accenti barocchi. Un portale monumentale dà accesso a una corte chiusa da due alti padiglioni. La chiesa romanica fu conservata ma ridecorata e gli archi e i costoloni scolpiti a nuovo.
La distruzione dell'abbazia dopo la vendita come bene nazionale lasciò il portale occidentale e la navata centrale ricoperta da volte, ma il tetto non esiste più. Pezzi di grandi arcate giacciono a terra e l'abside non esiste più, formando tra gli alberi un "luogo romantico", così come lo sognavano gli artisti del XIX secolo.
Il tutto è ormai in mani private, ma viene valorizzato da un'associazione che lo apre al pubblico. L'ampio parco che conserva un bacino e delle statue allegoriche, è costituito da alberi imponenti.
Attorno all'abbazia si è formato il comune di Trois-Fontaines-l'Abbaye (Marna).

## Varie
- Un leggio in marmo proveniente dall'abbazia delle Tre Fontane si trova  nella chiesa di Saint-Nicolas di Cheminon.